# 1993 EP
1993 EP är en asteroid i huvudbältet som upptäcktes den 8 januari 1993 av de båda japanska astronomerna Takeshi Urata och Hitoshi Shiozawa vid Fujieda-observatoriet i Fujieda.
Asteroiden har en diameter på ungefär 7 kilometer och den tillhör asteroidgruppen Eunomia.